# Hatai
Hatai (em turco: Hatay) é uma província do sul da Turquia, situada na região (bölge) do Mediterrâneo. Tem 5 524 km² de área e em dezembro de 2021 tinha 1 670 712 habitantes (densidade: 302,4 hab./km²).
É praticamente um enclave da Turquia entre o mar Mediterrâneo e a Síria, a qual reclama a soberania sobre o território. Ao contrário do que é comum com quase todas as províncias turcas, cujo nome coincide com o nome da capital, a capital de Hatai é Antáquia (antiga Antioquia), embora a maior cidade seja İskenderun (antiga Alexandreta).